# 八公山站
八公山站是一个水张线上的铁路车站，位于安徽省淮南市八公山区，建于1944年，目前为四等站，邮政编码为232072。目前客运：办理旅客乘降；行李、包裹托运；不办理货运营业。